# Bogdanci
Bogdanci (in macedone Богданци?) è un comune rurale della Repubblica di Macedonia di 8 707 abitanti (dato 2002). La sede comunale è nella località omonima. Nel 2003 il comune di Star Dojran è stato incluso nel territorio di Bogdanci.

## Geografia fisica
Il comune confina con Dojran ad est, con Valandovo a nord, con il Gevgelija ad ovest e con la Grecia a sud.

## Società

### Evoluzione demografica
Secondo il censimento nazionale del 2002 ha 8 707 abitanti. I principali gruppi etnici includono:
- Macedoni = 8 093
- Serbi= 530

## Località
Il comune è formato dall'insieme delle seguenti località:
- Bogdanci (sede comunale)
- Gjavato
- Sememli
- Stojakovo
- Gjopčeli
- Čaušli
- Crničani
- Durutli
- Furka
- Kurtamzali
- Nikolić
- Nov Dojran
- Organdzali
- Sevendekli
- Sretenovo
- Star Dojran
- Dzumabos

## Fonti
Censimento macedone del 2002